# 1972年夏季奥林匹克运动会厄瓜多尔代表团
1972年夏季奥林匹克运动会厄瓜多尔代表团是厄瓜多尔派出的1972年夏季奥林匹克运动会代表团。